# Université Babcock
L’université Babcock (en anglais, Babcock University ou BU) est une université adventiste du septième jour à Ilishan-Remo au Nigeria.

## Campus

### Histoire
L'université Babcock porte le nom de David Babcock, le premier missionnaire adventiste à se rendre au Nigeria (en 1914). Il résidait à Erunmu dans l'État d'Oyo.
En 1959, l'Adventist College of West Africa (le College adventiste d'Afrique de l'Ouest) démarra avec sept étudiants. En 1975, il devint le Séminaire adventiste d'Afrique de l'Ouest. Le 20 avril 1999, l'institution est devenue une université. Son effectif était d'environ 6000 étudiants en 2009.

### Organisation
L'université Babcock se trouve à Ilishan-Remo, dans l'État d'Ogun, à environ 80 km au nord-est de Lagos, la capitale commerciale du Nigeria.
Babcock possède quatre facultés qui décernent des licences : 
- Faculté des humanités et de l'éducation --- départements : éducation et études générales, histoire et études internationales, langues et études littéraires, communication, études religieuses.

- Faculté de droit et des sciences de la sécurité --- département : loi internationale et jurisprudence

- Faculté de management et des sciences sociales --- départements : comptabilité ; gestion commerciale et marketing ; économie, banque et finance ; science politique et administration publique

- Faculté de science et technologie --- départements : agriculture, sciences de base et appliquées, informatique et mathématiques, sciences sanitaires

De plus, Babcock décerne des masters en théologie appliquée et en religion. 
Babcock est affilié à l'université Andrews et à l'université adventiste d'Afrique. Il possède un Centre de recherche Ellen White, affilié au Ellen G. White Estate. Des plans sont établis pour démarrer une faculté de médecine qui s'appellera " la faculté de médecine Ben Carson". Le coût du projet est estimé à trois milliards de nairas.